# الحيسونية
الحيسونية هي قرية من قرى منطقة القصيم وسط المملكة العربية السعودية.

## الموقع
تقع بين القصيم والمدينة المنورة وتبعد عن القصيم 250 كيلو متر وهي أيضاً تبعد عن المدينة المنورة قرابة ال270 كيلو متر وإحداثيات القرية هي 40°15'25«شمالاً و41°43'38» شرقاً.

## السكان
يبلغ عدد سكان القرية 3,000 نسمة.
وهم الحسنان من الفهده من قبيلة حرب

## أبرز المعالم
- جبل طمية
- جبال السمر وتقع شمال الحيسونية